# سد چانگوییولا
سد چانگوییولا (به اسپانیایی: Changuinola Dam) یک سد در پاناما است که در پاناما واقع شده‌است.